# Wereldkampioenschappen schaatsen afstanden 2023 - 5000 meter mannen
De 5000 meter mannen op de wereldkampioenschappen schaatsen afstanden 2023 werd gereden op donderdag 2 maart 2023 in het ijsstadion Thialf in Heerenveen, Nederland.
Titelhouder was de Zweed Nils van der Poel die dit jaar niet deelnam. De Nederlander Patrick Roest behaalde de titel, de Italiaan Davide Ghiotto zilver en de Belg Bart Swings brons.

## Uitslag
| #      | Schaatser             | Land             | Tijd    |
| ------ | --------------------- | ---------------- | ------- |
| Goud   | Patrick Roest         | Nederland        | 6.08,94 |
| Zilver | Davide Ghiotto        | Italië           | 6.11,12 |
| Brons  | Bart Swings           | België           | 6.13,06 |
| 4      | Jorrit Bergsma        | Nederland        | 6.13,51 |
| 5      | Marcel Bosker         | Nederland        | 6.15,35 |
| 6      | Seitaro Ichinohe      | Japan            | 6.21,41 |
| 7      | Sverre Lunde Pedersen | Noorwegen        | 6.21,83 |
| 8      | Hallgeir Engebråten   | Noorwegen        | 6.22,44 |
| 9      | Sigurd Henriksen      | Noorwegen        | 6.24,64 |
| 10     | Ryosuke Tsuchiya      | Japan            | 6.25,40 |
| 11     | Felix Rijhnen         | Duitsland        | 6.25,65 |
| 12     | Ethan Cepuran         | Verenigde Staten | 6.26,09 |
| 13     | Graeme Fish           | Canada           | 6.26,17 |
| 14     | Casey Dawson          | Verenigde Staten | 6.26,28 |
| 15     | Andrea Giovannini     | Italië           | 6.26,52 |
| 16     | Riku Tsuchiya         | Japan            | 6.26,98 |
| 17     | Jordan Belchos        | Canada           | 6.28,54 |
| 18     | Ted-Jan Bloemen       | Canada           | 6.28,99 |
| 19     | Timothy Loubineaud    | Frankrijk        | 6.36,53 |
| 20     | Vitaliy Chshigolev    | Kazachstan       | 6.37,55 |

1996 · 
1997 · 
1998 · 
1999 · 
2000 · 
2001 · 
2003 · 
2004 · 
2005 · 
2007 · 
2008 · 
2009 · 
2011 · 
2012 · 
2013 · 
2015 · 
2016 · 
2017 · 
2019 ·
2020 ·
2021 ·
2023 ·
2024 ·
2025